# گمینا دانبیه (استان لهستان بزرگ‌تر)
گمینا دانبیه (استان لهستان بزرگ‌تر) (به لهستانی:  Gmina Dąbie) یک گمینا در لهستان است که در شهرستان کووو واقع شده‌است. گمینا دانبیه ۱۳۰٫۰۶ کیلومتر مربع مساحت و ۶٬۶۴۴ نفر جمعیت دارد.